# Єзьоркі (Сейненський повіт)
Єзьоркі (пол. Jeziorki) — село в Польщі, у гміні Краснополь Сейненського повіту Підляського воєводства.
Населення — 100 осіб (2011).
У 1975-1998 роках село належало до Сувальського воєводства.

## Демографія
Демографічна структура станом на 31 березня 2011 року:
|          | Загалом | Допрацездатний вік | Працездатний вік | Постпрацездатний вік |
| -------- | ------- | ------------------ | ---------------- | -------------------- |
| Чоловіки | 51      | 11                 | 30               | 10                   |
| Жінки    | 49      | 7                  | 27               | 15                   |
| Разом    | 100     | 18                 | 57               | 25                   |